# 鄭藝娜
鄭藝娜（韓語：정예나，2012年3月12日—），另譯作鄭譽娜、鄭叡娜，是一名韓國兒童女演員。

## 演出作品

### 電視劇
- 2020年：SBS《The King：永遠的君主》飾演 曹誾非[1]
- 2020年：SBS《你喜歡布拉姆斯嗎》飾演 餐廳女孩(EP1)
- 2021年：KBS2《大發不動產》飾演 宥莉(EP8)
- 2021年：MBC《直到瘋狂》飾演 崔熙善[2]
- 2024年：MBC《夜晚開的花》飾演 小花[3][4]

### 電影
- 2021年：《我們三姊妹》飾演 童年美玉
- 2021年：《對我而言，你是珍貴的》飾演 特殊學校兒童

## 外部連結
- 鄭藝娜的Instagram帳戶
- 鄭藝娜在NAVER上的资料